# Grande ponte di Seto
Il Grande ponte di Seto o Ponte Seto Ōhashi (瀬戸大橋?, Seto Ōhashi) è un complesso di ponti a due livelli che collegano le prefetture di Okayama e Kagawa in Giappone attraversando cinque piccole isole nel Mare interno di Seto. Costruito nel periodo che va dal 1978 al 1988, è la prima parte del progetto del ponte Honshū–Shikoku che comprende anche il Grande ponte dello stretto di Akashi che collega le isole Honshū e Shikoku e l'unica a trasportare il traffico ferroviario. La lunghezza totale è di 13,1 chilometri e la campata più lunga, il ponte Minami Bisan-Seto, è di 1.100 m.
Per attraversare il ponte ci vogliono circa 20 minuti in auto o in treno. La traversata in traghetto, prima della costruzione del ponte, durava circa un'ora.

## Caratteristiche tecniche
Il Seto-Ōhashi è composto da tre ponti sospesi e due ponti strallati, due viadotti o autostrade sopraelevate, nonché un tradizionale ponte in acciaio. La lunghezza totale è di 13,1 km e l'altezza media dei pilastri è di 200 metri. Ci sono voluti 10 anni per completare la costruzione.  Il ponte è a prova di terremoto e tifone.
Il ponte superiore è attraversato da due corsie autostradali in ciascuna direzione (la superstrada Seto-Chūō), mentre quello inferiore ospita una linea ferroviaria (la linea Seto-Ōhashi). Il ponte inferiore è stato progettato per ospitare un set aggiuntivo di binari Shinkansen per una proposta di estensione dello Shinkansen a Shikoku.
La tariffa media per un'auto in periodo normale è di 3,500 yen, ovvero circa 26 euro. Altre tariffe sono applicabili a seconda del veicolo e del periodo. Il traffico medio è stato di 14.664 veicoli al giorno nel 2000.

## Storia
La prima menzione del progetto risale al 1889 quando un membro del Parlamento della Prefettura, Jinnojō Ōkubo (大久保諶之丞?, Ōkubo Jinnojō) suggerì l'idea di un ponte sul mare interno di Seto in un discorso pronunciato alla cerimonia di apertura della prima ferrovia a Shikoku tra Marugame e Kotohira, nella prefettura di Kagawa : "Le quattro province di Shikoku sono come tante isole remote. Uniti dalle strade, sarebbero economicamente avvantaggiati, raccogliendo i benefici di un maggiore trasporto e di una migliore comunicazione tra loro".
Tuttavia, l'idea fu abbandonata per quasi sessant'anni, fino al giorno in cui si verificò un tragico incidente. Nel maggio 1955, due traghetti si scontrano al largo della costa di Takamatsu a causa di una fitta nebbia, provocando la morte di 168 persone, tra cui molti bambini. Questo disastro fece rivedere l'idea di un ponte, le Ferrovie Nazionali Giapponesi iniziarono a studiare il progetto lo stesso anno, il Ministero delle Costruzioni nel 1959, le due istituzioni unirono le loro ricerche e fondarono la Japan Society of Civil Engineers. Nel 1970 fu fondata la Honshū-Shikoku Bridge Authority. Tuttavia, il lavoro fu posticipato di cinque anni a causa della crisi petrolifera del 1973. 
Nel 1978 è stato effettuato uno studio ambientale, per la presenza di una zona di pesca e per le forti correnti sottomarine. I lavori iniziarono lo stesso anno, durarono dieci anni e costarono 7 miliardi di dollari.
Nel ponte più lungo dell'epoca furono utilizzati 296.000 km di corda d'acciaio (abbastanza per fare il giro della Terra 7 volte), 705.000 tonnellate di acciaio e 3.646.000 m³ di cemento. Alla costruzione hanno partecipato 2.000 imprese edili. Nonostante le misure di sicurezza rispettassero gli standard internazionali, durante il lavoro 13 persone sono morte a causa di incidenti sul lavoro.
Il ponte è stato aperto al traffico stradale e ferroviario il 10 aprile 1988.
Il disastro del traghetto portò anche alla creazione del Ponte Akashi-Kaikyo.

## Descrizione delle diverse opere
I sei ponti principali del complesso hanno un proprio nome, a differenza di altri complessi di ponti lunghi come il San Francisco – Oakland Bay Bridge. Gli altri cinque ponti sono viadotti. I sei ponti denominati da nord a sud sono elencati di seguito.

### Ponte Shimotsui-Seto

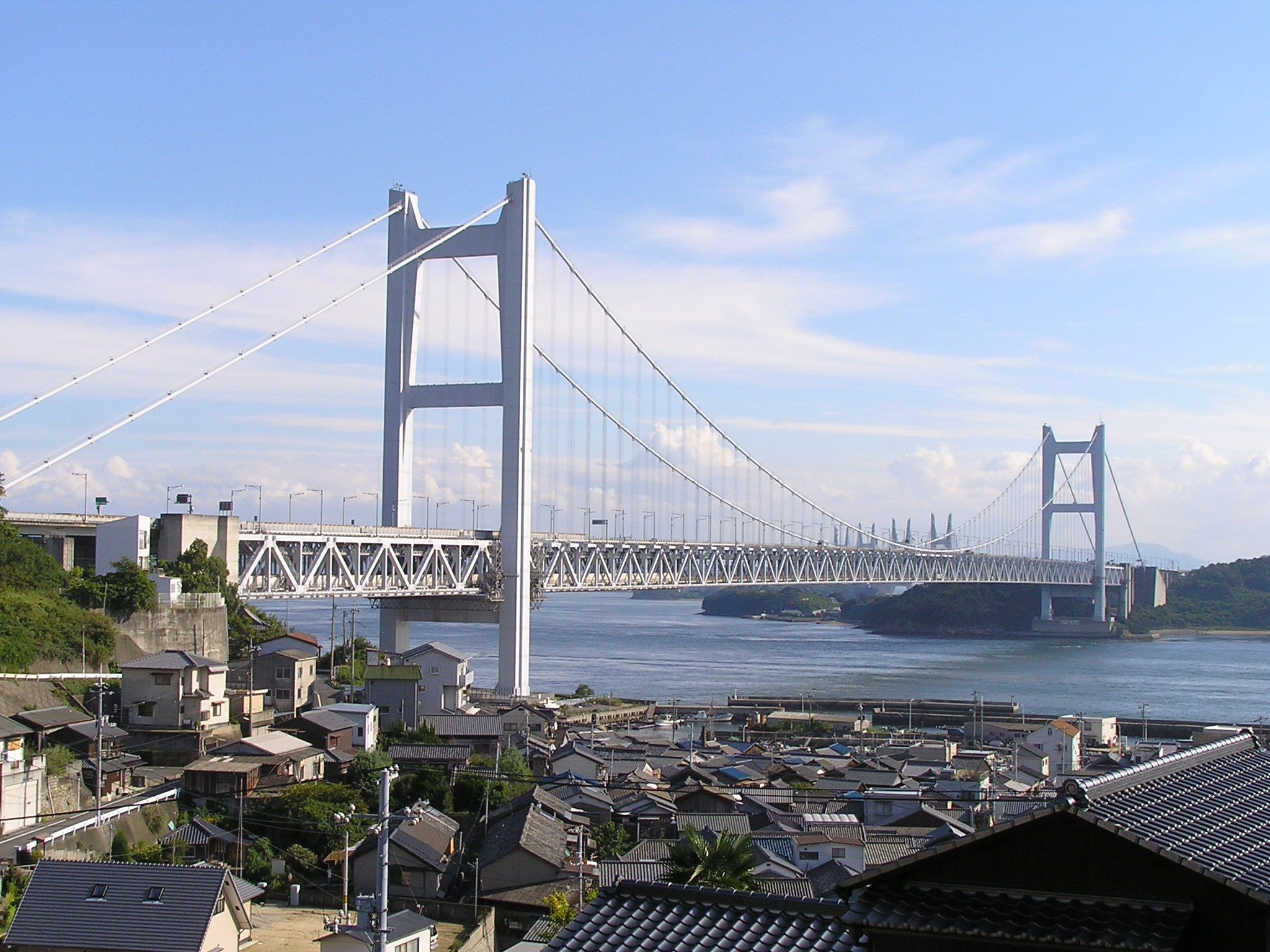
Ponte Shimotsui-Seto

Il ponte Shimotsui-Seto (下津井瀬戸大橋?, Shimotsui Seto Ō-hashi) è un ponte sospeso ancorato al suolo che collega Honshū con l'isola di Hitsuishijima, misura complessivamente 1.400 m per una campata centrale di 940 m. I suoi piloni e il ponte sono realizzati in acciaio. È il 45° ponte sospeso più grande del mondo. È il ponte più settentrionale dell'autostrada Seto-Chuo.

### Ponte Hitsuishijima

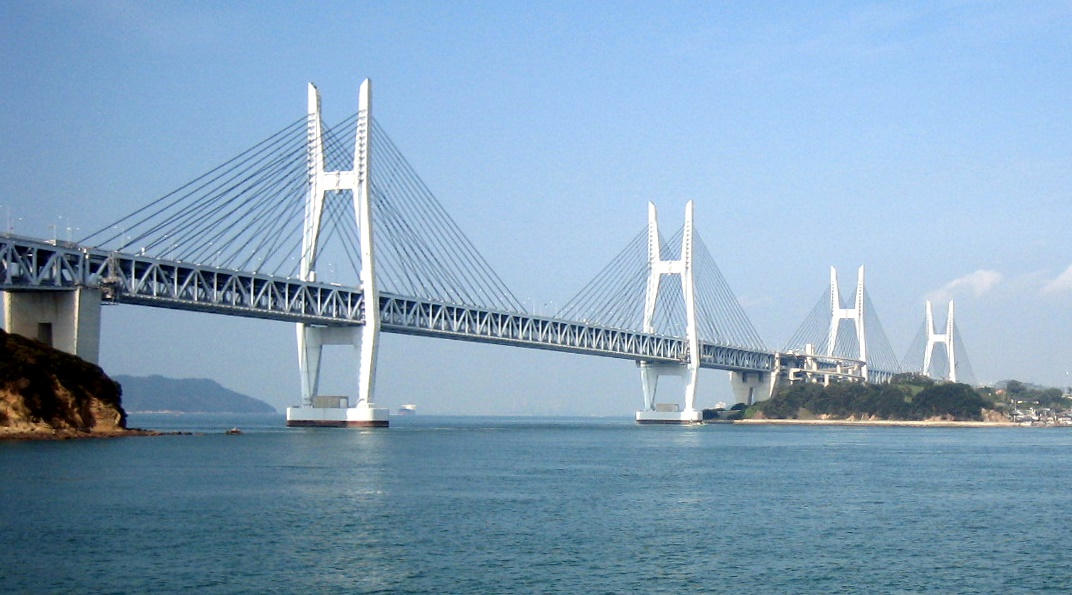
Ponti Iwagurojima (a sinistra) e Hitsuishijima (a destra)

Il ponte Hitsuishijima (櫃石島橋?, Hitsuishijima-kyō) è un ponte strallato tra le isole di Hitsuishi e Iwakuro nella prefettura di Kagawa, ha una campata centrale di 420 m ed una lunghezza di 790 m.

### Ponte Iwagurojima
Il ponte Iwagurojima (岩黒島橋?, Iwakurojima-kyō) è identico al ponte Hitsuishijima sia per lunghezza che per campata e collega le isole di Iwakuro e Yoshima.

### Il ponte Yoshima

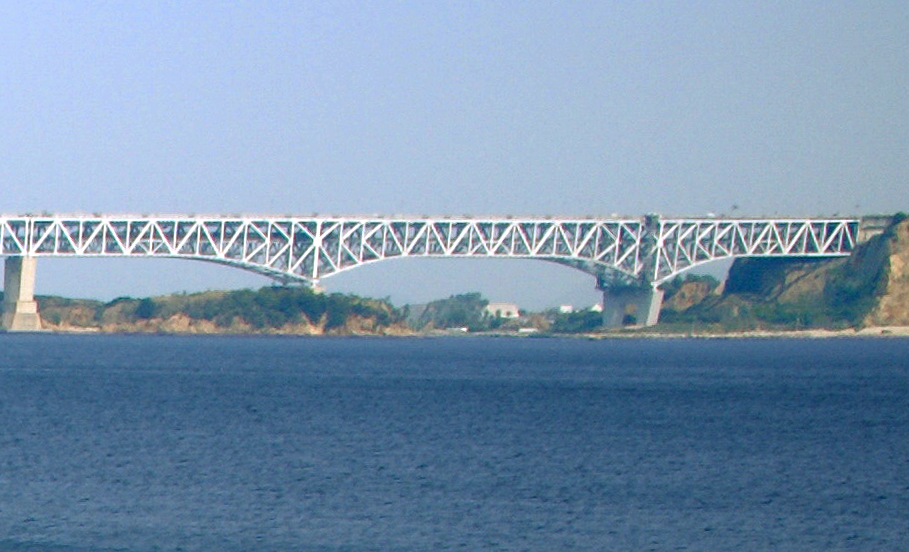
Ponte Yoshima

Il ponte Yoshima (与岛桥?, Yoshima-kyō) è un ponte a travatura reticolare continua costruito sull'isola di Yoshima, la sua sezione centrale è lunga 245 m per una lunghezza totale di 850 m. È immediatamente a sud dei ponti Hitsuishijima e Iwakurojima.

### Ponte Kita Bisan-Seto

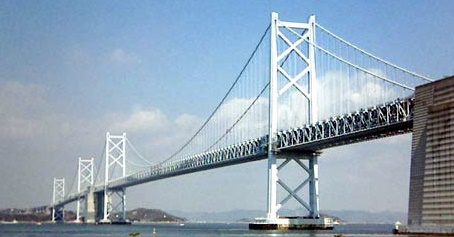
Ponti Minami Bisan-Seto (a destra) e Kita Bisan-Seto (a sinistra)

Il ponte Kita Bisan-Seto (北备讃瀬戸大桥?, Kita Bisan Seto Ō-hashi) è un ponte sospeso a due sezioni collegate da un ancoraggio comune. La campata centrale misura 990 m e una lunghezza totale di 1.538 m. È il 19° ponte sospeso più grande del mondo. Il quasi identico ponte Minami Bisan Seto si trova immediatamente a sud.

### Ponte Minami Bisan-Seto
Il ponte Minami Bisan-Seto (南备讃瀬戸大桥?, Minami Bisan Seto Ō-hashi) è un ponte sospeso con una campata centrale è di 1.100 metri e una lunghezza totale di 1.648 m (da blocco di ancoraggio a blocco di ancoraggio). È il 13° ponte sospeso più lungo del mondo. È la parte più meridionale del Grande Ponte di Seto. La carreggiata del ponte è a 93 metri (305 piedi) sul livello del mare.
La lunghezza dei due ponti con i blocchi di ancoraggio è di 3.334 m.

## Affiliazioni
- Golden Gate Bridge, San Francisco, California, Stati Uniti

Affiliato dal 5 aprile 1988
- Ponte Fatih Sultan Mehmet, Istanbul, Turchia

Affiliato dal 3 luglio 1988
- Ponte di Øresund, Malmö, Svezia e Copenaghen, Danimarca

Affiliato dal 24 maggio 2008